# هرمود (اسطوره)

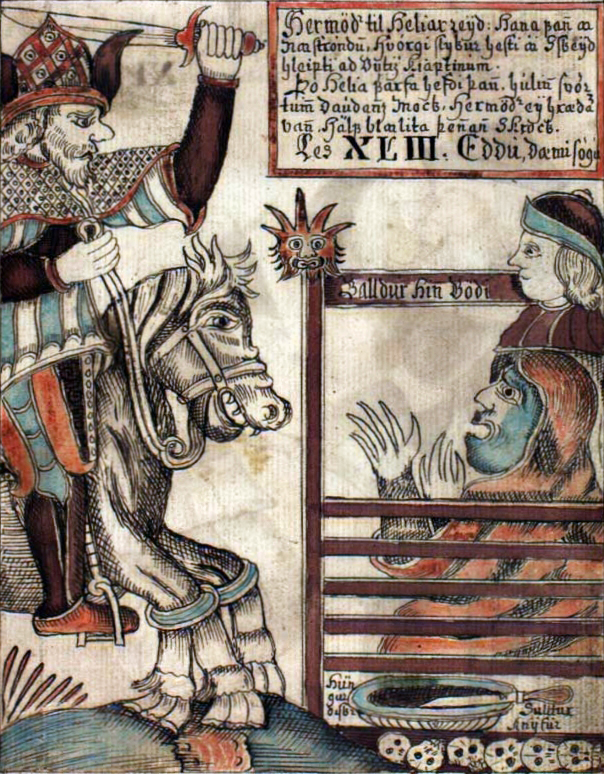
هرمود سوار بر اسب اسلیپنیر به سوی هل می‌تازد.

هرمود یا هرمور در اساطیر اسکاندیناوی، پیام‌رسان ایزدان، پسر اودین و فریگ بود. او جسور و شجاع بود و همراه خود چوبدستی جادویی به نام گامبانتین حمل می‌کرد.

## سفر به دنیای مردگان

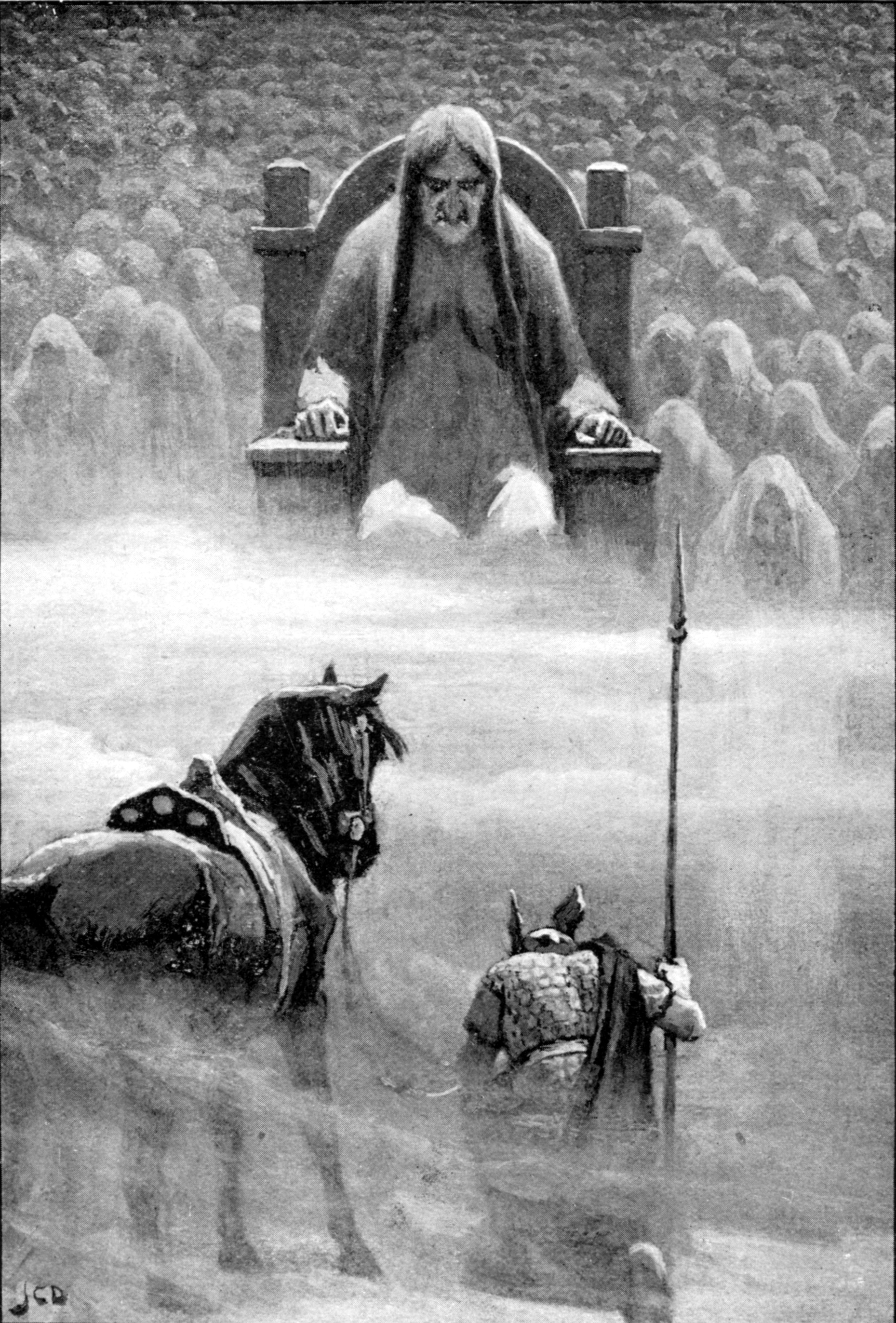
هرمود قبل از هل

پس از مرگ برادرش بالدر، فریگ در جستجوی دلاوری بود که بتواند با هل، فرمانروای سرزمین مردگان روبرو شود و برای بازگشت پسرش به دنیای زندگان به او التماس کند. در این بین هرمود شجاع و دلاور، داوطلب شد این مأموریت خطرناک را انجام دهد. سپس سوار بر اسلیپنیر، اسب فوق‌العاده اودین شده و به سمت دنیای مردگان به راه افتاد. وقتی به دروازه‌های ورودی هل‌هایم رسید، یک راست بر روی آن‌ها پرید و وارده سالن بزرگ مردگان شد. در آنجا بالدر را یافت و به هل برای آزاد کردن او التماس کرد. هل تقاضای او را تحت یک شرط پذیرفت: هرآنچه که در دنیا وجود دارد، زنده یا مرده باید برای بالدر عزاداری نمایند. اما اگر یک چیز هم برای او سوگواری نکند، او بالدر را تا ابد در سرزمین مردگان نگاه خواهد داشت. هرمود سریعاً به دنیای زندگان بازگشت و شرایط هل را برای ایزدان بازگو کرد. با توجه به محبوبیت بالدر، در نظر ایزدان شرط ساده‌ای به نظر می‌رسید و همه در جهان با کمال میل برای او گریستند. همه جز یک تن که گریه تمام جهان را بی‌اثر نمود؛ لوکی خود را به صورت ماده غولی درآورد و از گریه کردن برای بالدر سرباز زد و لذا بالدر تا اتمام جهان در دنیای مردگان باقی ماند.